# Brad Budde
Brad Edward Budde (* 9. Mai 1958 in Detroit, Michigan) ist ein ehemaliger US-amerikanischer American-Football-Spieler. Er spielte in der National Football League (NFL) bei den Kansas City Chiefs.

## Spielerlaufbahn

### Collegekarriere
Brad Budde ist der Sohn des ehemaligen NFL-Profis und Spielers der Kansas City Chiefs Ed Budde. Er besuchte in Kansas City die High School und studierte nach seinem Schulabschluss von 1976 bis 1979 an der University of Southern California. Während seiner gesamten Laufbahn kam er als Starter auf der Position eines Guards zum Einsatz. 1978 gewann er mit seiner Collegemannschaft den nationalen Meistertitel. In allen Spieljahren gewann Budde mit seiner Mannschaft alle vier Bowl Spiele. Im Jahr 1979 wurde Budde zum All-American gewählt. Ferner erhielt er im gleichen Jahr den Lombardi Award. Die Presseagentur UPI wählte ihn zum Linespieler des Jahres.

### Profikarriere
Buddes wurde 1980 von den Kansas City Chiefs in der ersten Runde an 11. Stelle gedraftet. Head Coach der Mannschaft war Marv Levy. Levy und seinem Nachfolger John Mackovic gelang es nicht aus der Mannschaft ein Spitzenteam zu formen. Erst im Jahr 1986 gelang es Budde mit den Chiefs in die Play-offs einzuziehen. Bereits in der ersten Runde musste man sich allerdings den New York Jets mit 35:15 geschlagen geben. Nach der Saison 1986 wurde Budde von den Chiefs entlassen. Er setzte dann ein Jahr aus und versuchte dann bei den Los Angeles Raiders einen Profivertrag zu erhalten. Er konnte sich dort aber nicht mehr durchsetzen.

## Ehrungen
Brad Budde wurde 1998 in die College Football Hall of Fame gewählt. Im Jahr 2010 folgte die Aufnahme in die Rose Bowl Hall of Fame.

## Nach der NFL
Budde ist verheiratet und hat zwei Kinder. Er schult heute Führungskräfte in der Wirtschaft und lebt in Kalifornien.